# Mampelé
Mampelé (ou Mampelle) est un village du Cameroun situé dans le département du Boumba-et-Ngoko et la région de l'Est, sur la route qui relie Yokadouma à Garessingo, Yola et Batouri, à proximité de la frontière avec la République centrafricaine. Il fait partie de la commune de Gari-Gombo.

## Infrastructures
La localité dispose d'une usine à tabac (Société camerounaise de tabac, SCT), d'un marché mensuel, d'un centre de santé, d'une école publique et d'une école catholique.

### Articvles connexes
- Mpiemo (langue)